# Heel and Toe Films

Pubblicità della Heel & Toe Films

Heel and Toe Films (nota anche come Heel & Toe Productions) è una casa di produzione televisiva diretta da Paul Attanasio e dalla moglie Katie Jacobs, all'indirizzo di 2058 Broadway Santa Monica, CA 90404 in California.

## Pubblicità
La pubblicità della Heel and Toe Films può essere vista alla fine di ogni episodio di Dr. House - Medical Division, nella quale un piede che calza una scarpa nera scende e schiaccia una piccola statuetta che rappresenta una coppia di sposi.

## Serie televisive prodotte
- Gideon's Crossing (2000)
- Dr. House - Medical Division (2004)
- Century City (2004)
- The Adventures Of The Clashers (2019)